# コンテックス
コンテックス（Kontex）は愛媛県今治市に本社を置くタオル繊維メーカーである。旧社名は近藤繊維工業である。

## 事業所
- 本社･工場 - 愛媛県今治市宅間甲854-1
- 東京営業所･ショールーム - 東京都中央区日本橋横山町8-4KNTビル6F
- 福岡営業所 - 福岡県福岡市博多区博多駅前3-19-14ビーエスビル博多7階-D

## 沿革
- 1934年　近藤宗一の個人事業として近藤タオル工場として設立した。
- 1941年　企業整理の際、優秀工場として残存。
- 1943年　第二次世界大戦中に休業.
- 1945年　10月に創業再会そして近藤繊維工業所に社名を変更
- 1951年　商標「コンテックス」を登録。全国に系列販売機構（代理店制度）を整備確立。
- 1952年　近藤繊維工業に改組し、社長に近藤憲司就任。
- 1954年　女優・岡田茉莉子をコンテックス専属モデルとして登用
- 1968年　女優・和泉雅子をコンテックス専属モデルとして登用
- 1976年　革新無抒織機導入
- 1979年  革新無抒織機追加導入
- 1984年　創業50周年を迎える
- 1988年　第2期革新無抒織機導入
- 1991年　第2期革新無抒織機導入
- 1999年　近藤憲司代表取締役会長　近藤寛司代表取締役社長に就任
- 2001年　NY.HOME TEXTILES SHOW出展
- 2002年　ファクトリーガーデン「コンテックスタオルガーデン」開館
- 2003年　東京インターナショナルギフトショー出展
- 2005年　NYチルドレンズクラブ出展
- 2007年　ビューティーワールドジャパンを出展
- 2007年　福岡・博多に営業所開設
- 2008年　近藤繊維工業をコンテックスに社名変更した。

## 歴代の専属モデル
- 岡田茉莉子
- 和泉雅子